# 哈里·厄文·亞內爾
哈里·厄文·亞內爾（英語：Harry Ervin Yarnell，1875年10月18日—1959年7月7日）是美国海军上将，参加过美西战争、第一次世界大战、第二次世界大战，曾预测珍珠港容易遭到偷袭。